# توم بومان
توم بومان (بالإنجليزية: Tom Bowman)‏ هو لاعب اتحاد الرغبي أسترالي، ولد في يوليو 1976.

## وصلات خارجية
- توم بومان عل موقع إسبنسكروم (الإنجليزية)
- توم بومان على موقع ItsRugby.co.uk (الإنجليزية)